# Сан Андрес де ла Барка
Сан Андрес де ла Барка (шп. San Andrés de la Barca) град је у Шпанији у аутономној заједници Каталонија у покрајини Барселона. Према процени из 2017. у граду је живело 27 434 становника.

## Становништво
Према процени, у граду је 2017. живело 27 434 становника.
| 2017.  |
| ------ |
| 27.434 |